# Gerrinae
Gerrinae – podrodzina pluskwiaków różnoskrzydłych z infrarzędu pluskwiaków półwodnych i rodziny nartnikowatych.

## Opis
Należące tu nartnikowate mają wewnętrzną krawędź oczu w tylnej połowie wklęsłą i wciętą, a odwłok długi, wałeczkowaty i grzbietowo spłaszczony. Odnóża środkowe i tylne o stopach i goleniach smukłych, jednak nie nitkowatych ani nie zwężających się ku wierzchołkowi. Uda odnóży tylnych sięgają poza tylny koniec odwłoka. U samic VIII sternit podzielony jest na dwie dachowato złożone płytki. Narządy genitalne samców o paramerach szczątkowych, a prąciu usztywnionym listewkowatymi sklerytami.

## Biologia
Żyją na powierzchni wód. Imagines zimują na lądzie: w ściółce, trawie lub szczelinach.

## Rozprzestrzenienie
W Polsce występuje 11 gatunków z 3 rodzajów.

## Systematyka
Do podrodziny tej należy 20 opisanych rodzajów:
- plemię: Gerrini Leach, 1815
  - Aquarius Schellenberg, 1800
  - †Electrogerris Andersen, 2000
  - Gerris Fabricius, 1794
  - Gerrisella Poisson, 1940
  - Gigantometra Hungerford et Matsuda, 1958
  - Limnogonus Stal, 1868
  - Limnometra Mayr, 1865
  - Limnoporus Stal, 1868
  - Neogerris Matsumura, 1913
  - †Paleogerris Andersen, 1998
  - †Succineogerris Andersen, 2000
  - †Telmatrechus Scudder, 1890
  - Tenagogerris Hungerford et Matsuda, 1958
  - Tenagogonus Stål, 1854
  - Tenagometra Poisson, 1949
  - Tenagometrella Poisson, 1958
- plemię: Tachygerrini Andersen, 1975
  - Eurygerris Hungerford & Matsuda, 1958
  - Tachygerris Drake, 1957
- plemię: incertae sedis
  - Eobates Drake & Harris, 1934
  - Palaeogerris Andersen, 1998